# Andy Cappelle
Andy Cappelle, né le 30 avril 1979 à Ostende, est un coureur cycliste belge, professionnel entre 2001 à 2013.

## Biographie
Andy Cappelle naît le 30 avril 1979 à Ostende. Son père, Luc, a été coureur professionnel de juin 1977 à mai 1978.
Champion de Belgique des moins de 23 ans en 2000, Andy Cappelle commence sa carrière professionnelle l'année suivante dans l'équipe française Saint-Quentin-Oktos. Rejoignant la formation belge Marlux-Ville de Charleroi en 2002, il remporte sa première victoire professionnelle, le Grand Prix de la ville de Vilvorde. Après deux saisons peu fructueuses, il retourne chez les amateurs en 2005.
En 2006, Andy Cappelle signe un nouveau contrat professionnel avec Landbouwkrediet-Colnago. En avril 2007, après une 24e place sur le Tour des Flandres, une chute dans la descente du Mont Kemmel sur Gand-Wevelgem lui fait craindre une fin de saison anticipée en raison de fractures de la clavicule et à la hanche. Il parvient néanmoins à reprendre la compétition durant l'été et remporte en août le Tour de Bochum et une étape du Regio-Tour. Plusieurs places d'honneur obtenues durant la fin de saison lui permettent de prendre la 16e place de l'UCI Europe Tour.
En 2009, il est membre de l'équipe Palmans Cras, puis rejoint en 2010 l'équipe Verandas Willems.
Andy Cappelle rejoint l'équipe Quick Step en 2011, puis Accent Jobs-Willems Veranda's l'année suivante. Il termine sa carrière en 2013 dans cette équipe.

## Palmarès
- 1995
  - 2e du championnat de Belgique sur route débutants
- 1996
  - 2e du championnat de Flandre-Occidentale sur route juniors
  - 2e de Ledegem-Kemmel-Ledegem
- 1997
  - Champion de Flandre-Occidentale sur route juniors
  - Ledegem-Kemmel-Ledegem
  - 3e de Remouchamps-Ferrières-Remouchamps
- 1998
  - 2e de la Flanders-Europe Classic
- 1999
  -  Champion de Belgique sur route espoirs
- 2000
  -  Champion de Belgique sur route espoirs
  - 4e étape du Tour de Liège
  - 3e du Circuit du Hainaut
  - 3e du Grand Prix de la ville de Geel
  - 3e du Tour de Liège
  - 3e du Grote Prijs Dr. Eugeen Roggeman
- 2002
  - Grand Prix de la ville de Vilvorde
  - 7e étape de l'International Cycling Classic
  - 2e de l'International Cycling Classic
  - 3e du Duo normand (avec Christian Poos)
  - 3e de Bruxelles-Ingooigem
  - 3e du Championnat des Flandres
- 2003
  - 2e du Circuit du Pays de Waes
  - 3e de la Wanzele Koerse
- 2004
  - Heusden Koers
- 2006
  - Grand Prix Raf Jonckheere
  - 2e de l'Internatie Reningelst
  - 2e du Grand Prix Beeckman-De Caluwé
  - 3e de l'Omloop Van de Gemeente Melle
  - 3e du Grand Prix Lanssens
  - 3e du Prix national de clôture
- 2007
  - Tour de Bochum
  - 3e étape du Regio-Tour
  - 2e du Grand Prix d'Isbergues
  - 2e du Championnat des Flandres
- 2009
  - Grand Prix Raf Jonckheere
  - 3e du Grand Prix Frans Melckenbeeck
- 2010
  - 3e étape du Rhône-Alpes Isère Tour
  - Puivelde Koerse
  - Polynormande
  - Zwevezele Koers
  - 2e du Tour de Drenthe
  - 2e du Tour d'Overijssel
  - 2e du Grand Prix Lucien Van Impe
  - 3e du Grote Prijs Gemeente Kortemark
- 2011
  - 2e de la Tropicale Amissa Bongo
  - 2e du Grand Prix Briek Schotte
- 2012
  - 2e de la Flèche côtière

## Classements mondiaux
| Année           | 2006 | 2007 | 2008 | 2009 | 2010 | 2011 | 2012 | 2013 |
| --------------- | ---- | ---- | ---- | ---- | ---- | ---- | ---- | ---- |
| UCI World Tour  |      |      |      |      |      | nc   |      |      |
| UCI Europe Tour | 287e | 16e  | 711e | 640e | 47e  |      | 441e | nc   |